# 罪惡王權
《罪惡王權》是2021年日式角色扮演游戏，由Lancarse开发，FuRyu（日本）、美国NIS（欧美）和云豹娱乐（港台）发行，首发于PlayStation 4、PlayStation 5、任天堂Switch平台。Microsoft Windows版2022年发行。原真女神转生系列班底参与游戏开发。
《Fami通》为游戏打出30/40分。

## 外部連結
- 官方網站 （页面存档备份，存于）
- 罪惡王權的X（前Twitter）
- YouTube上的罪惡王權頻道